# Lucien Muller
Lucien Muller Schmidt (Bischwiller, 3 settembre 1934) è un allenatore di calcio ed ex calciatore francese, di ruolo centrocampista.
Partecipò al campionato del mondo 1966 anche se non entrò mai in campo.

## Palmarès

### Giocatore

#### Club

##### Competizioni nazionali
- Campionato francese: 2

Stade Reims: 1959-1960, 1961-1962
- Supercoppa francese: 1

Stade Reims: 1960
- Campionato spagnolo: 3

Real Madrid: 1962-1963, 1963-1964, 1964-1965

##### Competizioni internazionali
- Coppa delle Fiere: 1

Barcellona: 1965-1966
- Coppa di Spagna: 1

Barcellona: 1967-1968

### Allenatore

#### Club

##### Competizioni nazionali
- Coppa di Francia: 1

Monaco: 1984-1985
- Supercoppa francese: 1

Monaco: 1985

##### Competizioni internazionali
- Coppa delle Coppe: 1

Barcellona: 1978-1979